# Giro del Veneto 1983
Il Giro del Veneto 1983, cinquantaseiesima edizione della corsa, si svolse il 10 settembre 1983 su un percorso di 236 km. La vittoria fu appannaggio del danese Jesper Worre, che completò il percorso in 6h25'01", precedendo il norvegese Dag Erik Pedersen e l'italiano Davide Cassani.
I corridori che tagliarono il traguardo di Padova furono 54.

## Ordine d'arrivo (Top 10)
| Pos. | Corridore                | Squadra                  | Tempo    |
| ---- | ------------------------ | ------------------------ | -------- |
| 1    | Jesper Worre             | Sammontana-Campagnolo    | 6h25'01" |
| 2    | Dag Erik Pedersen        | Bianchi-Piaggio          | s.t.     |
| 3    | Davide Cassani           | Termolan-Galli-CIÖCC     | s.t.     |
| 4    | Francesco Moser          | Gis Gelati-Campagnolo    | s.t.     |
| 5    | Gianbattista Baronchelli | Sammontana-Campagnolo    | s.t.     |
| 6    | Michael Wilson           | Alfa Lum-Olmo            | s.t.     |
| 7    | Filippo Piersanti        | Vivi-Benotto-Puma        | s.t.     |
| 8    | Franco Conti             | Dromedario-Alan-Sidermag | s.t.     |
| 9    | Leonardo Mazzantini      | Gis Gelati-Campagnolo    | s.t.     |
| 10   | Ennio Salvador           | Gis Gelati-Campagnolo    | s.t.     |